# Högens gård
Högens gård är en egendom i Dals-Eds kommun i Dalsland. Den ligger vid Norra och Mellersta Kornsjön, nära gränsen till Norge. Gården har medeltida ursprung och har genom århundradena fungerat som hemman för flera svenska släkter.

## Historia
Högens gård omnämns i skriftliga källor från medeltiden. En av de mer framträdande ägarfamiljerna var ätten Berglund, som under flera generationer hade gården som sin huvudsakliga egendom.  
Efter att den siste medlemmen av släkten Berglund avled år 1949 utan arvingar, överfördes egendomen enligt testamentariska bestämmelser till en stiftelse. Stiftelsen, som bär namnet Stiftelsen för Hugo Berglunds donationsfond, är uppkallad efter den siste ägaren och har till ändamål att överskottet från skogsbruket ska tillfalla jordbrukare i Töftedals socken – ett syfte som fortfarande är gällande.  

## Ägande och förvaltning
Under senare delen av 1900-talet och början av 2000-talet avstyckades flera delar av egendomen och såldes. År 2012 såldes även huvudgården med tillhörande mangårdsbyggnad, ekonomibyggnader och jordbruksmark. Egendomen övergick då i privat ägo och förvaltas sedan dess av familjen Gyldenloewe-Nohr.
Stiftelsen för Hugo Berglunds donationsfond kvarstår som ägare till större delen av skogsmarken och ansvarar för dess förvaltning i enlighet med sitt ursprungliga ändamål. 

## Skogsbete
Ett arbete har inletts med att återinföra skogsbete på Högens halvö. Syftet är att bevara ett öppet landskap och gynna växt- och djurarter som är knutna till betespräglade biotoper. Åtgärden är en del av en långsiktig strategi för ekologisk och ekonomisk hållbarhet i områdets markanvändning.

## Kulturmiljö
Egendomen omfattar mangårdsbyggnad och äldre ekonomibyggnader, flera med arkitektoniska inslag från 1700- och 1800-talet. 